# 石井利枝
石井利枝（いしい りえ、1947年7月23日 - ）は、京都府出身のプロボウリング選手。JPBA日本プロボウリング協会ライセンスNo.3の女子プロ1期生。サウスポー。身長168cm。血液型A型。永久A級ライセンス保持者。ジャパンレディースボウリングクラブ3代目会長。

## 来歴・人物
幼少期から日本舞踊やクラシックバレエを習い中学卒業後は宝塚音楽学校へ進学。
ボウリングに初めて触れたのは、声楽科の先輩に誘われボウリング場へ出掛けたのがきっかけ。
宝塚歌劇団に２年程在籍したが、点数勝負ですぐに結果が分かるボウリングは自分の性に合っていると考え、プロボウラーになる事を決意。
その後1969年6月の第1回女子プロテストにおいて、須田開代子、中山律子に次ぐ3位で合格しプロ入り。日本で最初の左投げ女子プロボウラー。当時の所属は森永エンゼルボウル。須田、中山とともに「花のトリオ」として人気を博す。
過去に299点でパーフェクトを逃したことがあり、最終フレームの時について本人は「怖い」と語っている。
女子プロ1期生として、2012年現在もトーナメントに参加中。2006年4月までは奈良県橿原市の本人が支配人を務めるダイワボウル所属だったが、ボウリング場閉鎖に伴って現在はフリー。
座右の銘は「一意専心」。
日本プロボウリング殿堂2017年度表彰を受け殿堂入りを果たす。
現在ジャパンレディースボウリングクラブ会長の職に就いている。
プロ通算17勝。

## 主な出演
- 美しきチャレンジャー（1971年、TBS）
- さぼてんとマシュマロその5（1971年、NTV） - 本人役。ロケ場所は、当時所属していたエンゼルボール
- ストライク・ボウリング （NET）
- パーフェクト・ボウリング（NTV）
- 巨泉のチャレンジボウル（東京12チャンネル）
- テレビ朝日が伝えた伝説のスポーツ名勝負～いま明かされる舞台裏の真実～（2009年2月7日、テレビ朝日）

## 書籍
- 石井利枝のボウリング入門（1971年、土屋書店）
- 女性のためのボウリング教室（1971年、日東書院）
- 図解女子ボウリング入門 （1971年、梧桐書院）
- ジュニアのためのボウリング入門（1972年、若木書房）